# سلاحف النينجا 2: باتل نيكسيوس
سلاحف النينجا 2: باتل نيكسيوس (بالإنجليزية: Teenage Mutant Ninja Turtles 2: Battle Nexus)‏ ، هي لعبة فيديو إلكترونية من نوع منصات وتصويب منظور الشخص الثالث ، وهي الجزء الثاني من سلسلة سلاحف النينجا في عقد 2000 ، أنتجها شركة كونامي اليابانية سنة 2004م ، وتعمل على عدة أنظمة التشغيل ومنها بلاي ستيشن 2 وإكس بوكس ، وبيعت في الأسواق الأمريكية والأوروبية.

## وصلة خارجية
- سلاحف النينجا 2: باتل نيكسيوس على موقع IMDb (الإنجليزية)

- Teenage Mutant Ninja Turtles 2: Battle Nexus على موبي غيمز